# Palais Cesi-Armellini
Le palais Cesi-Armellini, parfois connu simplement sous le nom de palais Cesi, est un édifice de la fin de la Renaissance à Rome, important pour des raisons historiques et architecturales. Le palais, qui ne doit pas être confondu avec le palais Cesi-Gaddi, le palais Muti-Cesi, ou le palais Cesi détruit, situé également dans le Borgo près de la colonnade sud de la place Saint-Pierre, est l'un des rares bâtiments Renaissance du rione du Borgo à avoir survécu à la destruction de la partie centrale du quartier due à la construction au XXe siècle de la via della Conciliazione, l'avenue menant à la basilique Saint-Pierre.

## Emplacement

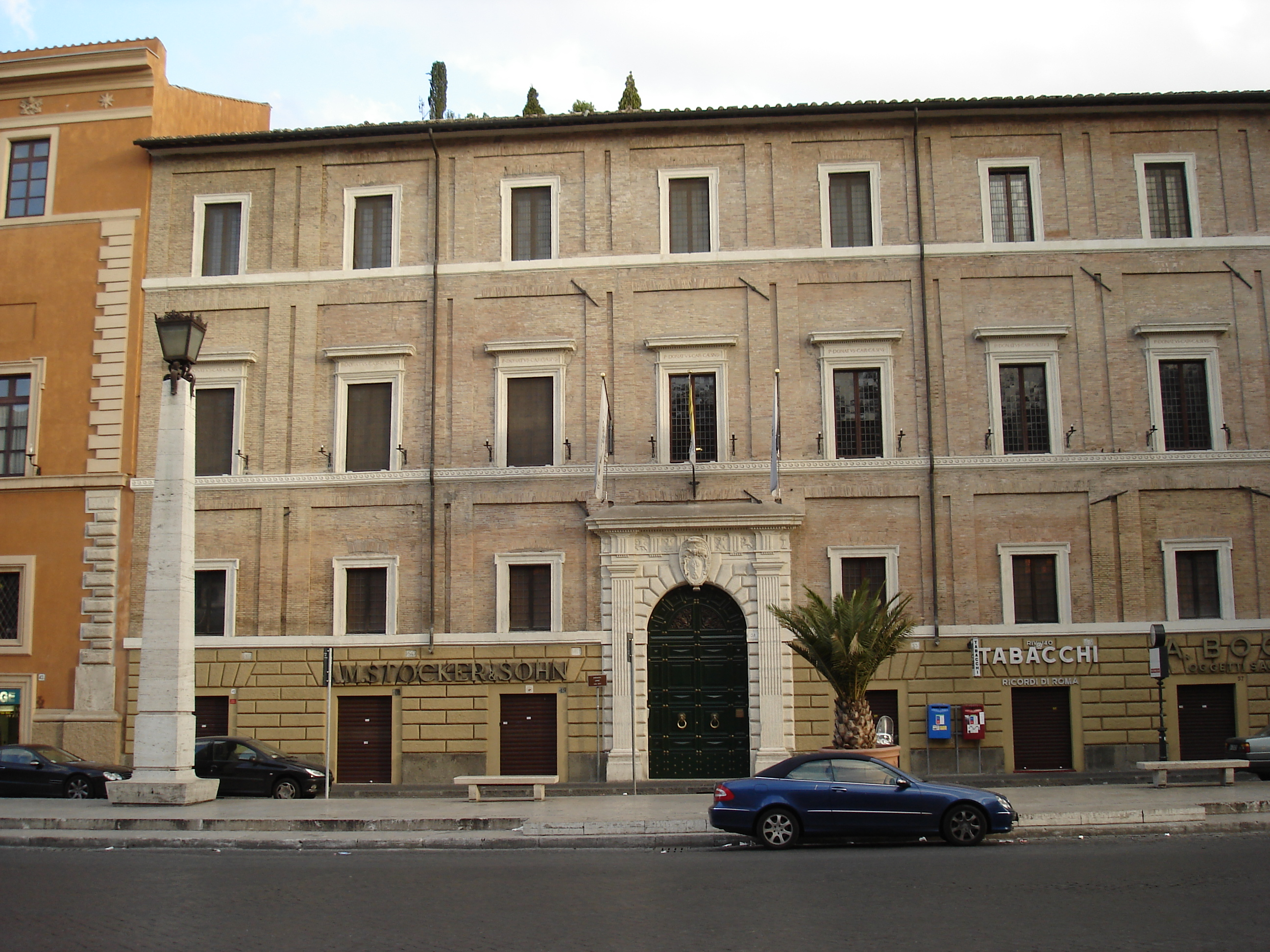
La façade principale du palais sur la via della Conciliazione.

Le palais est situé dans le rione du Borgo à Rome, entre la Via della Conciliazione et le Borgo Santo Spirito, avec sa façade principale le long du côté sud de l'ancienne rue. Le palais se trouve à l'est de la plus méridionale des deux propylées érigées par Marcello Piacentini en 1950 pour encadrer la vue de la Piazza Pio XII qui est l'avant-cour de la place Saint-Pierre. Il borde à l'est le palais Serristori, un autre bâtiment Renaissance.

## Histoire

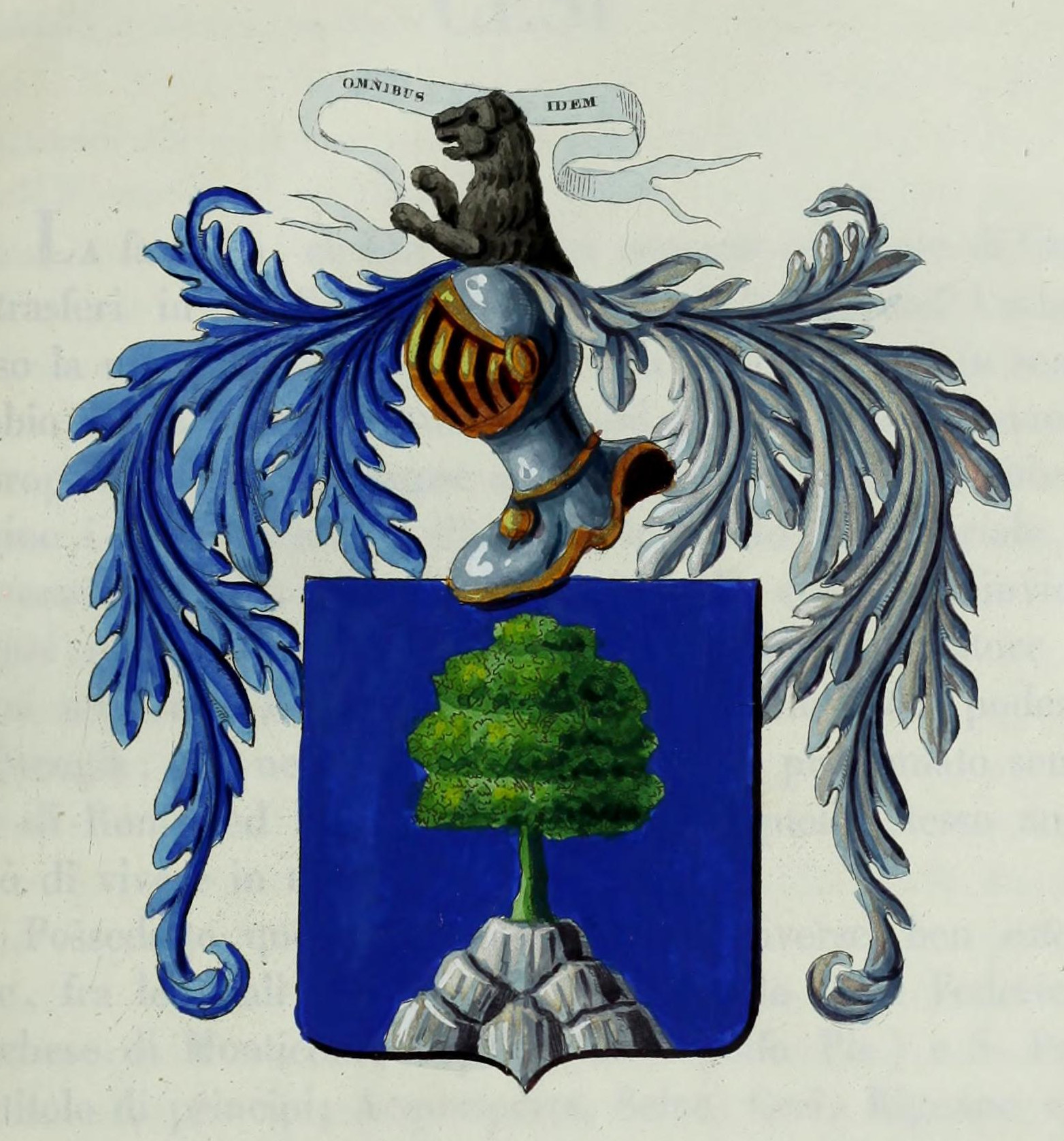
Armoiries de la maison des Cesi.

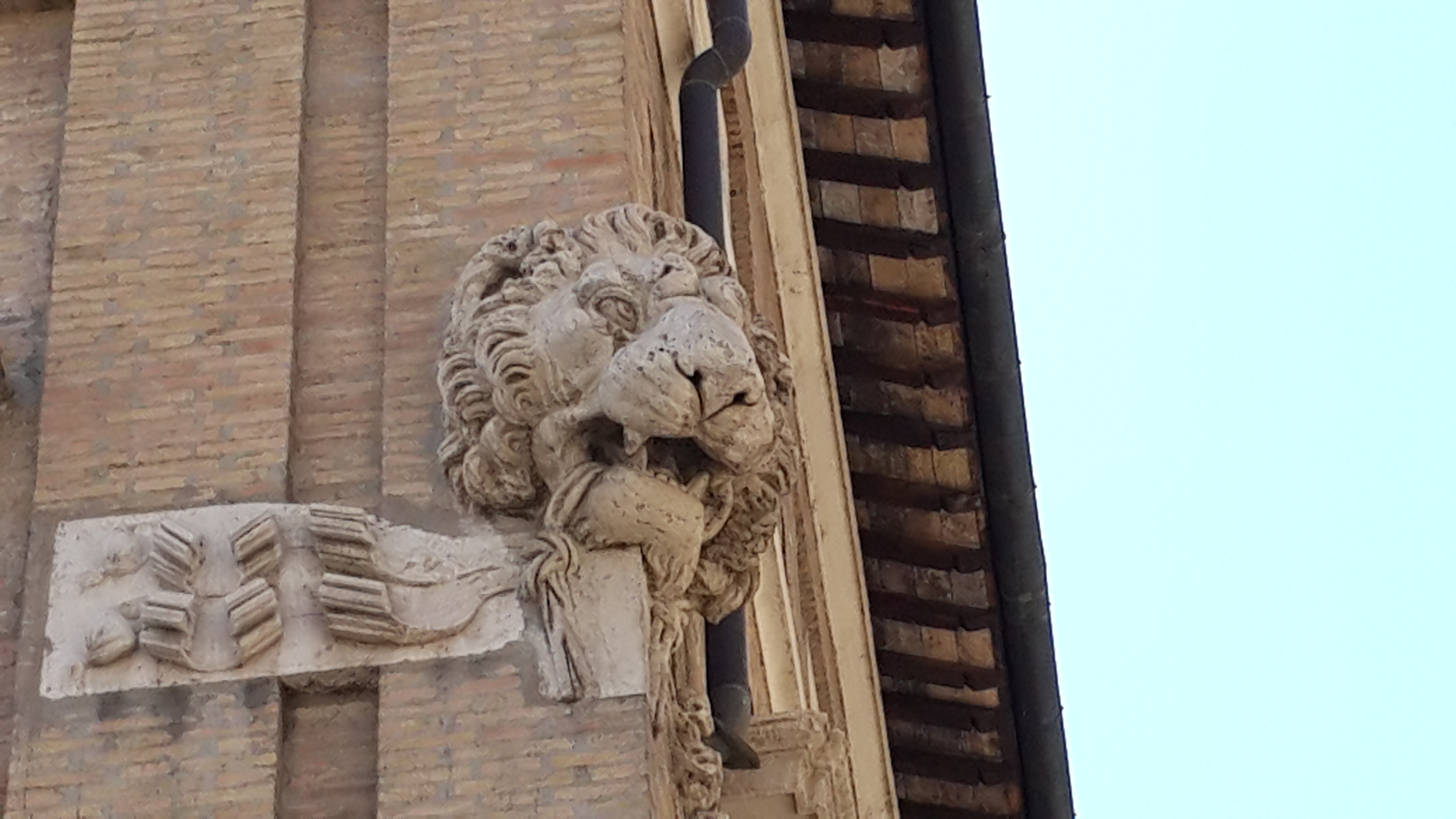
Masque de lion du côté nord-ouest du palais Cesi.

Le premier palais sur ce site est érigé entre 1517 et 1520 par le cardinal Francesco Armellini, peut-être d'après un projet de Giulio Romano ou de ses élèves. Armellini, né à Pérouse, est un habile financier. Après avoir déménagé à Rome, il devient extrêmement riche et est nommé cardinal et conseiller par le pape Léon X Médicis qui l'a adopté. Chef de la maison Médicis à Rome, après avoir failli perdre tout son patrimoine sous le pontificat du pape Adrien VI, il devient trésorier sous son successeur Clément VII Médicis. Armellini est indirectement responsable du sac de Rome en 1527, puisqu'en 1525 il conseille imprudemment au pape de renvoyer presque tous ses soldats, laissant la ville quasiment sans défense. Le 6 mai 1527, les lansquenets de l'empereur romain germanique Charles Quint font irruption dans la ville en abattant un mur du jardin de son palais alors qu'il essaie d'y enterrer ses bijoux et le trésor du pape. Le palais est pillé par les soldats et Armellini peut difficilement s'échapper vers le château Saint-Ange, transporté dans un panier. Le palais érigé par le cardinal est luxueux, servi par 130 serviteurs et décoré par des artistes comme Martino da Parma, Giovenale da Narni et Anderlino da Mantova.
Après la mort d'Armellini en 1529 de la peste, des parents héritent du palais et, en 1565, le  vendent à la famille Cesi, nobles d'origine ombrienne. Angelo Cesi, évêque de Todi, et son frère Pierdonato, prennent en charge sa restauration, s'appuyant pour le nouveau projet sur Martino Longhi l'Ancien, qui, entre 1570 et 1588, supervise la rénovation dans sa forme actuelle,. Les deux frères sont des amateurs d'art et conservent dans le palais de nombreuses antiquités et une grande collection de livres. Paolo Emilio Cesi, neveu de Pierdonato et également mécène, construit la façade du palais en 1587 ; son oncle n'a pas pu terminer les travaux faute d'argent, utilisé pour agrandir sa collection d'art. En 1618, le palais devient brièvement le siège de l'Académie des Lyncéens, fondée par Federico Cesi en 1603 et hébergée jusque-là au Palazzo Cesi Gaddi dans la via della Maschera d'Oro, dans le rione Ponte.
Le bâtiment reste la propriété des Cesi jusqu'à l'extinction de la famille en 1799. En 1819, il est acheté par les frères Giovanni Battista et Giuseppe Grazioli, descendants d'une autre noble famille romaine. Après d'autres changements de propriété, le palais est acheté en 1895 par l'institut religieux des Salvatoriens, qui l'utilise comme siège.
En 1939, lors des travaux d'ouverture de la via della Conciliazione, le palais, qui jusque-là avait sa façade principale sur le Borgo Vecchio, échappe à la destruction, mais est modifié selon un projet de Marcello Piacentini et Attilio Spaccarelli. Cela entraîne la diminution du nombre de fenêtres de douze à huit, la réduction de la cour (qui était un exemple typique de la cour de la Renaissance) et la destruction - entre autres - de l'aile est avec l'escalier monumental et la tour d'angle. Pendant l'occupation allemande de Rome lors de la Seconde Guerre mondiale, le palais accueille de nombreuses personnes (pour la plupart juives) fuyant les Allemands. Celles-ci y sont cachées par le deuxième supérieur général des Salvatoriens, le père Pancrazio Pfeiffer, qui joue également un rôle déterminant dans la décision de déclarer Rome ville ouverte. Entre 1944 et 1946, une autre aile du bâtiment est érigée le long de Borgo Santo Spirito. En 2004, une partie du palais est transformée en hôtel et, depuis 2015, le bâtiment appartient toujours à la Curie générale de la Société du Divin Sauveur.

## Description

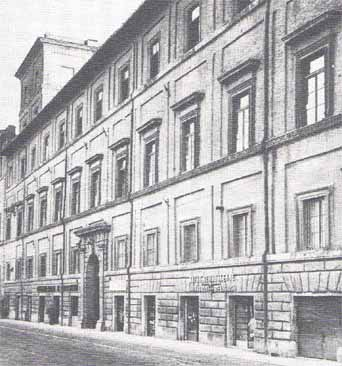
Palazzo Cesi dans sa forme originale avec 12 fenêtres et la tour d'angle, le long de du Borgo Vecchio, vers 1900.

Malgré ses restructurations au XXe siècle, le palais conserve son caractère de la fin de la Renaissance, et avec les palais Torlonia, Della Rovere et Serristori, est l'un des quatre palais de la Renaissance du Borgo qui ont survécu à la destruction de la spina entre 1937 et 1950. La façade en brique, qui au rez-de-chaussée a un revêtement rustique, abrite plusieurs devantures de magasins. Le portail principal, qui a été déplacé lors de la réduction de la façade de 12 à 8 travées, est flanqué de deux colonnes doriques, et porte un entablement avec des métopes composées d'éléments architectoniques de la famille Cesi. La clé de voûte de la porte porte un blason monumental en marbre de la famille Cesi. La façade supérieure montre des briques apparentes et est scandée par des doubles lésènes, qui la divisent en carrés contenant les fenêtres, dont les cadres portent l'inscription P.DONATUS. VOITURE. CAESIUS., le nom de Pier Donato Cesi en latin. Sur le coin ouest, un bouclier porte un protomé représentant une tête de lion.
La cour avait à l'origine une forme carrée, avec cinq arcs soutenus par des piliers. Ils portent des chapiteaux toscans au rez-de-chaussée et des chapiteaux ioniques à l'étage noble. Lors de la rénovation, l'aile ouest, décorée de fresques du XVIe siècle représentant des putti et des paysages, a été raccourcie de deux arcs, de sorte que la cour est désormais rectangulaire. La loggia de la cour est toujours décorée d'un cycle de fresques Renaissance représentant la vie du roi Salomon, en alternance avec des tondi représentant des femmes et des putti ailés. Derrière la loggia, plusieurs chambres ont été décorées à la Renaissance avec des fresques et des caissons de plafond élaborés, le plus notable d'entre eux étant celui orné avec les armoiries de la maison Cesi. En 1950, un salon au rez-de-chaussée a été décoré de dix fresques représentant les sièges de l'ordre salvatorien à travers le monde.

### Source de traduction
- (en) Cet article est partiellement ou en totalité issu de l’article de Wikipédia en anglais intitulé « Palazzo Cesi-Armellini » (voir la liste des auteurs).